# James Hyndman
Pour les articles homonymes, voir Hyndman.
James Hyndman, né le 23 avril 1962 à Bonn en Allemagne, est un acteur et un écrivain canadien.

## Biographie
Fils d'un père diplomate, arrière petit-fils du journaliste et pamphlétaire Olivar Asselin, James Hyndman grandit à Gatineau, au Québec. Il fréquente le Lycée Claudel d'Ottawa et termine ses études secondaires au Collège Saint-Alexandre à Limbour. Après avoir obtenu une maîtrise en sciences politiques de l'Université d'Ottawa, il entreprend un doctorat en relations internationales à l'Institut d'études politiques de Paris, avant d'abandonner ses études pour devenir acteur.
Acteur charismatique et atypique, c’est avec Le Retour de Pinter en 1992 que Hyndman se fait connaître du public de théâtre. Il sera ensuite de L’homme laid de Brad Fraser au Quat'Sous, du Temps et la chambre de Botho Strauss au Théâtre du Nouveau Monde (TNM), de Mademoiselle Julie de Strindberg et de La nuit juste avant les forêts de Koltès (sous la direction de Brigitte Haentjens), du Dieu du Carnage sous la gouverne de Lorraine Pintal dont il a déjà été le Don Juan au TNM, et de Je disparais d’Arne Lygre au Prospero. Il adapte et met en scène Scènes de la vie conjugale d'Ingmar Bergman au Théâtre de Quat'Sous en 2019.
Les téléspectateurs le découvrent dans une dramatique de Janette Bertrand. Ils le suivent dans Ces enfants d’ailleurs, Sous le signe du lion, Diva ou 2 frères. Le rôle de Benoît Dumais dans Rumeurs le consacre auprès du public. Désopilant, il est ensuite du Cœur a ses raisons et des Hauts et les bas de Sophie Paquin. Après la série Trauma, il marque le public avec son interprétation de François Bélanger dans Au secours de Béatrice.
Présence forte au cinéma — d'Eldorado (sélectionné à la Quinzaine des réalisateurs) et La beauté de Pandore de Charles Binamé, en passant par Caboose de Richard Roy, Le Polygraphe de Robert Lepage, Rowing Through (en) de Masato Harada, Souvenirs intimes  de Jean Beaudin, Nous sommes les autres de Jean-François Asselin, Boris sans Béatrice de Denis Côté (Berlinale, compétition officielle) ou Souterrain de Sophie Dupuis —, ses interprétations lui valent de nombreuses nominations et deux prix (Prix Gémeaux 2003 et 2016).
Lecteur vibrant, il met par ailleurs sa sensibilité au service de textes qu’il empoigne publiquement depuis des années, notamment au Théâtre de Quat’Sous et au Musée national des beaux-arts du Québec. 
Il publie aux Éditions XYZ le recueil de soliloques Océans (2018), le récit Une vie d'adulte (2020), ainsi que Faux rebonds (2022), une collection de textes sur le tennis préfacée par Jean-Paul Dubois (prix Goncourt 2019). Depuis 2021, il est membre du jury du prix littéraire Hervé-Foulon.

## Théâtre
- 1987 : L'Amant de Harold Pinter, mise en scène d'André Loncin, Festival de Welkenraedt (Belgique)
- 1988 : L'Enfant de l'étoile de Oscar Wilde, mise en scène d'André Loncin, Festival Off d'Avignon
- 1990 : Je suis à toi de Judith Thompson, mise en scène de Claude Poissant, Théâtre la Licorne
- 1992 : Le Retour de Harold Pinter, mise en scène de Grégory Hlady, Théâtre Prospero
- 1992 : L'Amérique de Franz Kafka, mise en scène de Grégory Hlady, Théâtre Prospero
- 1993 : L'Homme laid de Brad Fraser, mise en scène de Derek Goldby, Théâtre de Quat'Sous
- 1993 : Helter Skelter, texte et mise en scène de Jean-Frédéric Messier, Momentum
- 1994 : Le Marchand de Venise de Shakespeare, mise en scène de Daniel Roussel, TNM
- 1994 : La Reprise de Claude Gauvreau, mise en scène de Michèle Magny, Théâtre d'Aujourd'hui
- 1995 : Le Temps et la Chambre de Botho Strauss, mise en scène de Serge Denoncourt, TNM
- 1998 : L'Abdication de Ruth Wolff, mise en scène de Denise Guilbault, Théâtre de Quat'Sous
- 1999 : La Nuit juste avant les forêts de Bernard-Marie Koltès, mise en scène de Brigitte Haentjens, Sybillines
- 2001 : Titanica, la robe des grands combats de Sébastien Harrisson, mise en scène de René Richard Cyr, Théâtre d'Aujourd'hui
- 2002 : Mademoiselle Julie d'August Strindberg, mise en scène de Brigitte Haentjens, Espace Go
- 2003 : Farces conjugales de Feydeau, mise en scène Brigitte Haentjens, Théâtre du Rideau Vert
- 2004 : Variations sur un temps de David Ives, mise en scène de Frédéric Blanchette, JPR
- 2007 : Dom Juan ou le Festin de Pierre de Molière, mise en scène Lorraine Pintal, TNM
- 2008 : L'Emmerdeur de Francis Weber, mise en scène de Carl Béchard, JPR
- 2010 : Le Dieu du carnage de Yasmina Reza, mise en scène de Lorraine Pintal, TNM
- 2013 : La Concordance des temps d'Evelyne de la Chenelière, mise en scène de Jérémy Niel, Usine C
- 2017 : Je disparais d'Arne Lygre, mise en scène de Catherine Vidal, Théâtre Prospero
- 2018 : Océans de James Hyndman, Festival international de littérature, mise en lecture reprise au CNA en 2019 et au Théâtre de Quat'Sous en 2021
- 2019 : Scènes de la vie conjugale d'Ingmar Bergman, mise en scène de James Hyndman, Théâtre de Quat'Sous

## Filmographie

### Cinéma
- 1992 : Les Pots cassés de François Bouvier : Charles
- 1992 : La vie a du charme de Jean-Philippe Duval : le spécialiste
- 1994 : La beauté des femmes de Robert Ménard : Bernard
- 1994 : Soho de Jean-Philippe Duval : Claude Desormeaux
- 1995 : Eldorado de Charles Binamé : Lloyd
- 1996 :  Rowing Through (en) de  Masato Harada : Polar Bear
- 1996 : Caboose de Richard Roy : Boule de pool
- 1997 : Le Polygraphe de Robert Lepage : Hans
- 1997 : Les Mille Merveilles de l'univers de Jean-Michel Roux : Stavro
- 1998 : Free Money d'Yves Simoneau : Mack
- 1999 : Souvenirs intimes de Jean Beaudin : Max
- 2000 : La Beauté de Pandore de Charles Binamé : Xavier
- 2002 : Le Marais de Kim Nguyen : Paul
- 2004 : Dans une galaxie près de chez vous de Claude Desrosiers : voix hors-champ
- 2006 : Black Eyed Dog de Pierre Gang  : Marc
- 2007 : Achever l'inachevable de Jean Bergeron : narrateur
- 2012 : L'Empire Bo$$é de Claude Desrosiers : Michel de Carufel
- 2016 : Boris sans Béatrice de Denis Côté : Boris
- 2016 : Spiritismes (Seances) de Guy Maddin
- 2016 : Nous sommes les autres de Jean-François Asselin : Jacques Morin
- 2018 : La Chute de l'empire américain de Denys Arcand : le professeur
- 2020 : Souterrain de Sophie Dupuis : Mario

### Télévision
- 1991 : La Misère des riches : Maître Schulman
- 1993 : Sirens : le démineur
- 1994 : Avec un grand A, l'amour global : Soum
- 1995 : 4 et demi : Marcel Hébert
- 1996 : Gold hunters : Richard Sibley
- 1997 : Sous le signe du lion : Jean-Marie Mounier
- 1997 : Diva : David Kidman
- 1997 : Ces enfants d'ailleurs : Herr Schneider
- 1999 : Deux frères : Claude Desormeaux
- 2002-2006 : Rumeurs : Benoît Dumais
- 2003 : Jean Moulin, une affaire française : Otto von Ebrennach
- 2005-2007 : Le cœur a ses raisons : Peter Malboro
- 2007 : Les Hauts et les Bas de Sophie Paquin : Denis Cadorette
- 2010-2014 : Trauma : Pierre Meilleur
- 2016 : Au secours de Béatrice : François Bélanger
- 2022 : Fragments : François Bibeau
- 2024 : L'Appel : Maître Brunelle

### Publications
- Océans, Éditions XYZ, 2018
- Une vie d'adulte, Éditions XYZ, 2020
- Faux rebonds, préface de Jean-Paul Dubois, Éditions XYZ, 2022

## Distinctions

### Récompenses
- Prix Gémeaux 2003 - Meilleure interprétation, premier rôle masculin — pour le rôle de Benoît dans Rumeurs
- Prix Gémeaux 2016 - Meilleure interprétation, rôle de soutien — pour le rôle de François Bélanger dans Au secours de Béatrice

### Nominations
- Nomination Prix de la Critique 1992 - révélation de l'année - pour le rôle de Lenny dans Le retour
- Nomination prix Génie du cinéma canadien 1996 - meilleur acteur de soutien - Rowing Through
- Nomination aux masques 2002 - meilleur acteur - pour le rôle de Jean dans Mademoiselle Julie
- Nomination Prix Gémeaux 2004, 2005, 2007 - meilleur acteur - Rumeurs
- Nominations prix MetroStar 2004 et 2005 pour Rumeurs
- Nominations prix Artis 2006 et 2007 pour Rumeurs
- Nomination Prix Gémeaux 2008 - meilleur acteur de soutien - Les hauts et les bas de Sophie Paquin
- Nomination Prix Iris du cinéma québécois 2021 - meilleur acteur de soutien - Souterrain